# Elsa Grave
Elsa Margareta Grave (* 17. Januar 1918 in Nyvång (heute zu Åstorp), Schweden; † 17. Juni 2003 in Laholm) war eine schwedische Lyrikerin und Dramatikerin.

## Leben und Werk
Elsa Grave wurde als Tochter eines Ingenieurs im nördlichen Schonen geboren. Sie studierte Kunst in Paris und bei Isaac Grünewald in Stockholm. Sie erwarb den Bachelor in Romanistik, Kunstgeschichte und nordischer Religionsgeschichte an der Universität Lund.
In ihrem Werk übertrug Grave ausgehend von der Malerei Eindrücke, besonders von Marc Chagall, in Visionen und Träume. Später beschäftigte sie sich mit dem Hunger und dem Leid der Welt. Ihre Themen waren Mutterschaft und die Rolle der Frau in der modernen Gesellschaft. Dabei kennzeichnete ihr Werk ein düsterer Humor.

## Veröffentlichungen
- Inkräktare 1943
- Som en flygande skalbagge 1945
- Bortförklaring 1948
- Den blåa himlen 1949
- Medusan och djävulen 1949
- Avskedsövning 1951
- Påfågeln 1952
- Isskåpet 1952
- 9 elegier 1953
- Ariel 1955
- Lufthav 1956
- Från taggarnas värld 1958
- Luciafirarna 1959
- Positiv försvarspolitik 1959
- Isdityramb 1960
- Höstfärd 1961
- Tre lyriska gräl 1962
- Dikter 1943–1963
- Sphinxen 1963
- Höjdförlust 1965
- Medan vi låg och sov 1966
- Hungersöndag 1967
- Dikter 1968
- Vid nödläge 1969
- Mödrar som vargar 1972
- Avfall. Från och till 1974
- Slutförbannelser 1977
- En tid i paradiset 1981
- Evighetens barnbarn 1982
- För isdemoner är fan en snögubbe 1985
- Sataneller 1989